# Воронівський район
Вороно́вський райо́н — адміністративна одиниця Білорусі, Гродненська область.

## Географія
Річки: Дітва.

## Населення
Станом на 2009 рік на території Воронівського району проживало 31 269 осіб. Національний склад району.
| Національність | Чисельність | %      |
| -------------- | ----------- | ------ |
| Поляки         | 24 615      | 80,77% |
| Білоруси       | 3963        | 13%    |
| Росіяни        | 919         | 3,02%  |
| Литовці        | 473         | 1,55%  |
| Українці       | 173         | 0,57%  |
| Цигани         | 97          | 0,32%  |
| Татари         | 20          | 0,07%  |
| Вірмени        | 15          | 0,05%  |